# Олівет (Теннессі)
Олівет (англ. Olivet) — переписна місцевість (CDP) в США, в окрузі Гардін штату Теннессі. Населення — 1441 особа (2020).

## Географія
Олівет розташований за координатами 35°12′18″ пн. ш. 88°11′39″ зх. д. / 35.20500° пн. ш. 88.19417° зх. д. (35.204882, -88.194069).  За даними Бюро перепису населення США в 2010 році переписна місцевість мала площу 15,60 км², уся площа — суходіл.

## Демографія
Згідно з переписом 2010 року, у переписній місцевості мешкало 1350 осіб у 543 домогосподарствах у складі 403 родин. Густота населення становила 87 осіб/км².  Було 605 помешкань (39/км²).
Расовий склад населення:
| - 96,0 % — білих - 1,5 % — чорних або афроамериканців - 0,2 % — азіатів - 0,1 % — корінних американців |

До двох чи більше рас належало 1,7 %. Частка іспаномовних становила 2,1 % від усіх жителів.
За віковим діапазоном населення розподілялося таким чином: 23,0 % — особи молодші 18 років, 61,2 % — особи у віці 18—64 років, 15,8 % — особи у віці 65 років та старші. Медіана віку мешканця становила 40,4 року. На 100 осіб жіночої статі у переписній місцевості припадало 101,8 чоловіків;  на 100 жінок у віці від 18 років та старших — 101,0 чоловіків також старших 18 років.
Середній дохід на одне домашнє господарство  становив 49 125 доларів США (медіана — 43 245), а середній дохід на одну сім'ю — 57 162 долари (медіана — 58 750). За межею бідності перебувало 1,9 % осіб, у тому числі 3,7 % дітей у віці до 18 років та 0,0 % осіб у віці 65 років та старших.
Цивільне працевлаштоване населення становило 623 особи. Основні галузі зайнятості: виробництво — 40,3 %, освіта, охорона здоров'я та соціальна допомога — 19,1 %, роздрібна торгівля — 6,6 %, публічна адміністрація — 5,9 %.